# Cloruro de neodimio (II)
Cloruro de neodimio(II) o dicloruro de neodimio es un compuesto químico de cloro y neodimio en estado de oxidación 2+.

## Preparación
Se puede preparar reduciendo el cloruro de neodimio(III) con naftaleno de litio o cloruro de litio en THF. 
Otra forma de producirlo es mediante la reducción del cloruro de neodimio(III) con neodimio elemental a temperaturas superiores a 650 °C: 
{\displaystyle {\ce {2 NdCl3 + Nd -> 3 NdCl2}}}

## Estructura

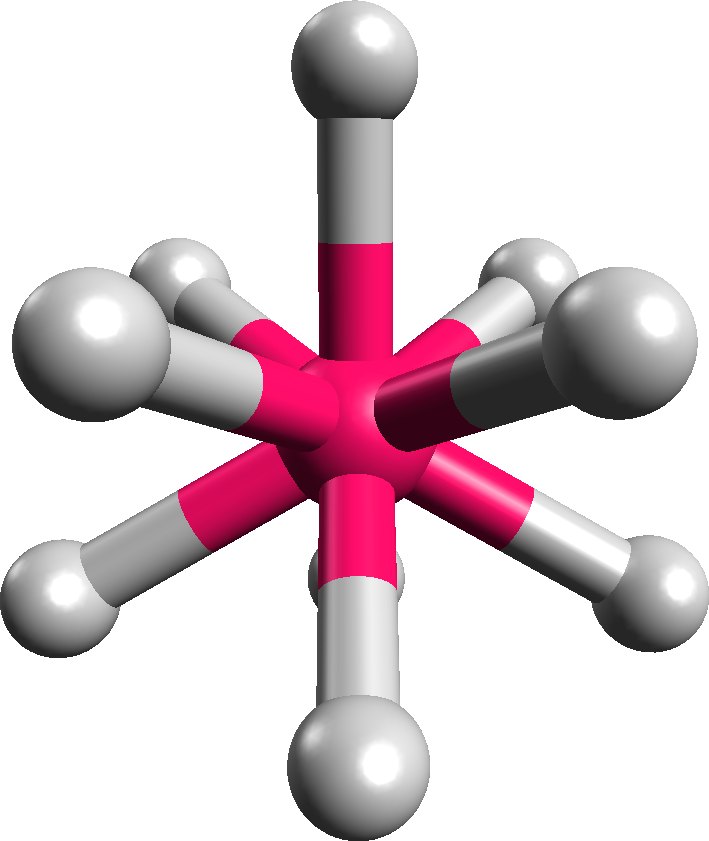
Modelo tridimensional de una molécula con geometría prismática trigonal tricapada.

Esta sal adopta la estructura Ortorrómbica dipiramidal. Cada ion {\displaystyle {\ce {Nd{^{2+}}}}} está coordinado por nueve iones {\displaystyle {\ce {Cl-}}} en una disposición prismática trigonal tricapada . 7 de las distancias Nd-Cl están en el rango de 2,95 a 3,14 Å, mientras que dos son más largas, de 3,45 Å. 